# Южнокамерунско плато
Южнокамерунското плато (на френски: Plateau Sud-Camerounais) е плато, заемащо централните области на Камерун.
То е разположено югоизточно от планината Камерун и южно от платото Адамауа и се спуска постепенно към Камерунската крайбрежна низина на югозапад и Конгоанския басейн на югоизток. Югозападните части са по-хълмисти, с обособени възвишения, а източните са по-равнинни.